# 博伊尔号驱逐舰
博伊尔号驱逐舰（英語：USS Boyle，舷号：DD-600），是美国海军于第二次世界大战期间建造的一艘本森级驱逐舰，其舰名取自1812年战争中的著名私掠船船长托马斯·博伊尔。博伊尔号服役生涯平淡，战争中的大部分时间其都在大西洋与地中海执行护航与巡逻任务，火炬行动、西西里岛战役及龙骑兵行动期间，她也参与了部分前线支援任务。
博伊尔号驱逐舰由博伊尔船长的曾孙女玛格丽特·A·格拉斯科克（Margaret A. Glascock）女士冠名，于1941年12月31日在马萨诸塞州昆西的福尔河造船厂铺设龙骨，后于1942年6月15日下水，8月15日，该舰正式服役，交由尤金·西蒙·卡普（Eugene Simon Karpe）少校指挥。

## 设计与装备
早期本森级驱逐舰的船体与辛姆斯级驱逐舰相似，但尺寸的提升使得该舰可额外负载50至60吨。为避免局部受损导致全舰瘫痪，本森级配备了两套锅炉与烟囱系统，为该级明显特征。由于2,100吨新型驱逐舰弗莱彻级产量不及预期，随着战争的临近，本森级于1940年12月再次投产，博伊尔号即属于该批复产舰船。该舰建造时解决了部分早期班森级驱逐舰反映出的问题，拆除了后鱼雷发射管和3号主炮塔并装备了1座四联装28毫米75倍径高射机炮。随着战争的进行，该舰防空火力也获得了提升，四联装28毫米高射机炮被替换为博福斯40毫米高射炮，厄利孔20毫米机炮数量也有所增加。1945年，随着日本水上舰队威胁的降低和神风特攻队攻击的增加，被调往太平洋的博伊尔号拆除了其鱼雷发射管并增设2座四联装博福斯40毫米高射炮，极大提高了其防空能力。

## 服役历史
1942年10月25日，博伊尔号加入美国大西洋舰队，自弗吉尼亚州诺福克出发跟随第34特混舰队前往北非支援盟军在当地的行动。11月8日至11日，她参与了在法属摩洛哥费德哈拉的登陆行动，期间还于10日在卡萨布兰卡外海与维希法国护卫舰短暂交火。30日，博伊尔号启程返回美国，随后开始在美国东岸至加勒比海航线巡逻直至次年2月。
1943年2月至1944年4月4日间，博伊尔号共完成了9次护航任务，其中6次前往北非，3次前往爱尔兰，期间她仅在西西里岛战役开始后于1943年7月9日至15日间短暂前往前线，担任斯科格利蒂登陆战的引导舰。护航任务结束后，博伊尔号于1944年4月回到纽约并在其外海巡逻。5月至6月，她又在意大利那不勒斯湾巡逻并参与了盟军于5月13日至18日在福尔米亚和安齐奥的炮击行动。龙骑兵行动开始后，博伊尔号于8月15日至9月1日间参与了相关任务，最终于9月14日启程返回纽约。
在波士顿停留一段时间后，博伊尔号于1944年12月21日回到地中海，此后直至1945年4月22日，她都在该海域执行火力支援与护航任务。5月1日，她再次启程返回美国东岸，随后于23日出发前往太平洋，最终于6月12日抵达加利福尼亚州圣迭戈。6月25日至7月17日，博伊尔号在圣迭戈至珍珠港航线巡逻。此后，她继续驶往西太平洋并于8月1日参与了威克岛的轰炸任务，8月5日，她顺利抵达塞班岛。8月12日，博伊尔号驶抵冲绳，此后直至月底她都在该海域巡逻。
9月1日，博伊尔号驶离冲绳前往东京并于11日顺利抵达，此后一段时间，她都在日本与中国沿海执行任务。11月1日，博伊尔号启程返回美国本土，12月8日，她抵达南卡罗来纳州查尔斯顿并驻留该地直至次年3月29日退役。
退役后的博伊尔号一直被封存在查尔斯顿，1958年2月5日，她被转移至大西洋后备舰队波士顿编队，此后又被编入费城编队。1967年7月27日，她最终被转入奥兰治编队。1971年6月1日，博伊尔号从美国海军除籍，1973年5月，她被作为靶舰击沉。

## 荣誉
博伊尔号驱逐舰在第二次世界大战中共获得4枚战斗之星。

## 历任舰长
| 姓名       | 译名                     | 军衔 | 任职时间                    |
| ---------- | ------------------------ | ---- | --------------------------- |
|            | 尤金·西蒙·卡普           | 少校 | 1942年8月15日               |
|            | 本杰明·普林斯·菲尔德三世 | 中校 | 1943年2月1日                |
|            | 小查尔斯·斯诺登·亚瑟     | 中校 | 1944年9月27日               |
|            | 大卫·珀迪·温库普         | 上尉 | 1946年1月12日-1946年3月29日 |
| 参考文献： |                          |      |                             |